# Англиканские чётки

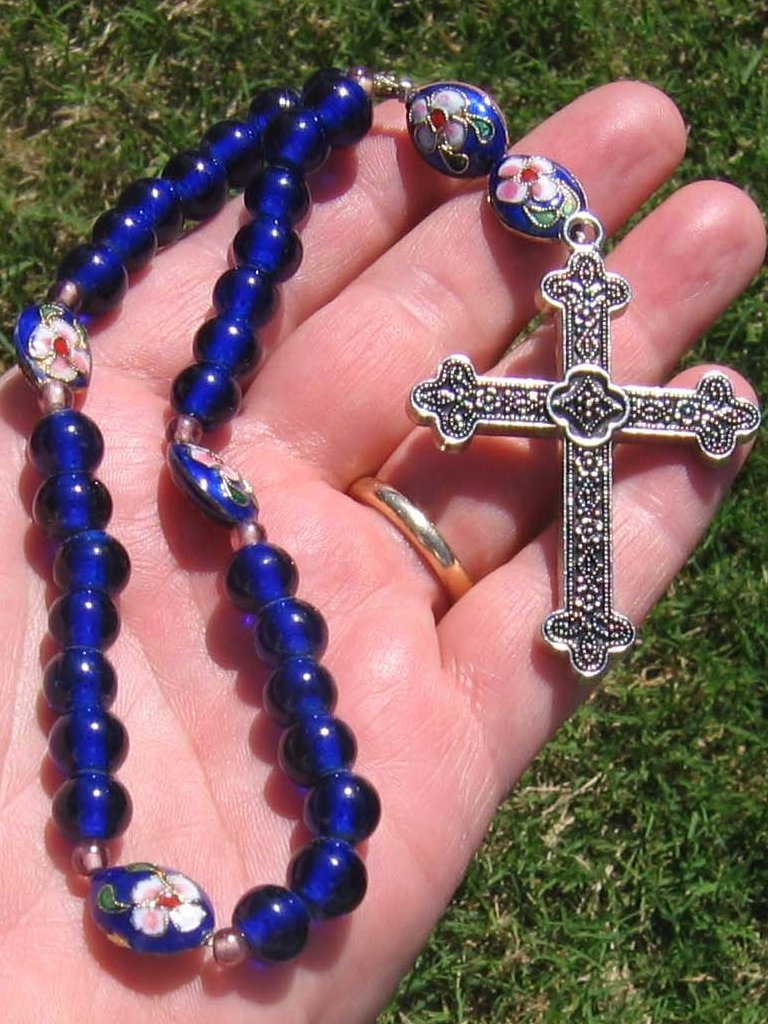
Англиканские чётки

Англиканские чётки (англ. anglican prayer beads), англиканский розарий, экуменистические чётки — чётки, используемые в англиканской церкви. Разработаны в середине 1980-х годов.

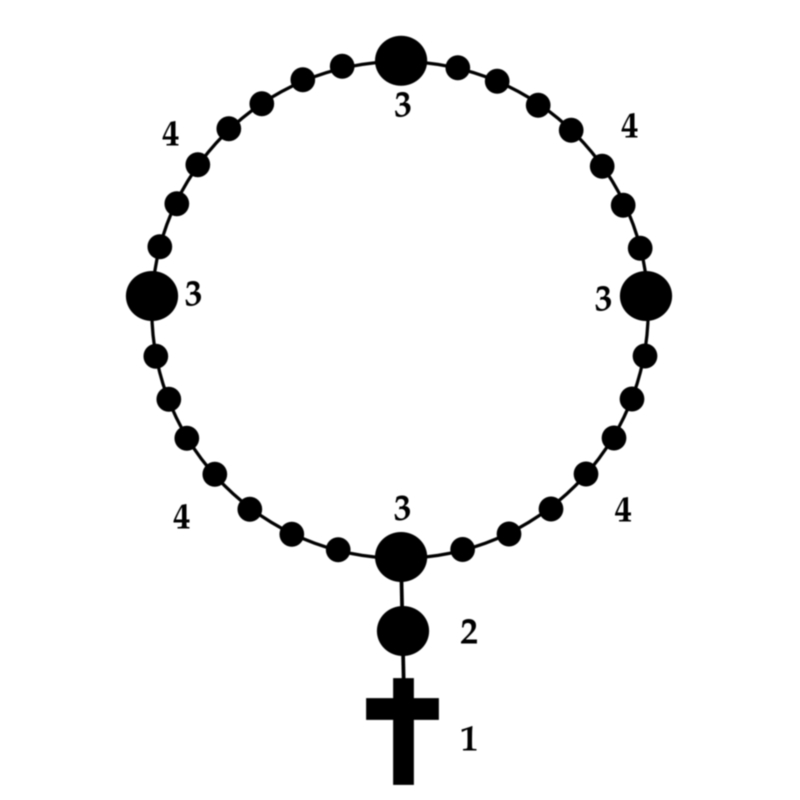
Схема устройства англиканских чёток

## Устройство
Чётки представляют собой замкнутый в кольцо шнур с нанизанными бусинами (зёрнами). Как и традиционные православные чётки, англиканские насчитывают 33 зерна по числу лет земной жизни Христа, но разделённых на группы, как в католическом розарии. Группы составляют не декады по 10, а так называемые «недели» (англ. weeks) по 7 малых бусин (4), разделённых большими бусинами (3), называемых «крестообразными» (cruciform beads). К одной из больших бусин привешена добавочная тридцать третья (2) (так называемая «призывательная», invitatory bead) бусина, к которой крепится крест (1). Могут использоваться кресты разных форм: кельтский крест, крест с окончаниями в виде листьев клевера («крест боттонни»), крест с изображением Распятия и так далее.

## Использование
Как и большинство чёток в практике многих религий, англиканские чётки используются для подсчёта прочитанных молитв. В отличие от католического розария, используемого преимущественно при молитвах Деве Марии, англиканские чётки применяются при чтении разных молитв, но в первую очередь обращённых ко Христу.